# Svein Grøndalen
Svein Grøndalen (né le 8 février 1955 à Halden) est un footballeur norvégien, sélectionné 77 fois en équipe nationale entre 1973 et 1984. Il jouait au poste d'arrière droit ou de défenseur central. Il a connu trois clubs au cours de sa carrière : Raufoss IL, Rosenborg et le Moss FK.